# Fryderyk I legnicki
Fryderyk I (ur. 1446, zm. 9 maja 1488) – książę brzeski i legnicki z dynastii Piastów, starosta generalny Śląska w 1488.
Jedyny syn Jana I, księcia lubińsko-oławskiego, i Jadwigi legnickiej.
Jako jedyny męski przedstawiciel linii brzesko-legnickiej Piastów, Fryderyk w trakcie swego panowania skupił się na konsolidacji ziem należnych do tej gałęzi dynastii. Po śmierci ojca w 1453 został władcą Chojnowa i Strzelina, choć ze względu na małoletniość rządy regencyjne do 1466 sprawowała matka. W 1454 po śmierci babki Małgorzaty opolskiej odziedziczył Oławę i Niemczę. Otrzymał również w tym czasie we władanie Legnicę. W 1481 wykupił od książąt opolskich Brzeg, a w 1488 Byczynę, Wołczyn i Kluczbork. Odzyskał również w 1482 Lubin.
Jego żoną była córka króla Czech Jerzego z Podiebradów – Ludmiła, którą poślubił 5 września 1474. Doczekał się z nią trzech synów:
- Jana II (1477–1495)
- Fryderyka II (1480–1547)
- Jerzego I (ur. pomiędzy 1481 a 1483, zm. 1521)